# David McDougal
David Stockton McDougal (ngày 27 tháng 9 năm 1809 – ngày 7 tháng 8 năm 1882) là một sĩ quan Hải quân Mỹ thời Nội chiến Hoa Kỳ nổi danh nhiều nhất về khả năng lãnh đạo trong một trận hải chiến ngoài khơi Nhật Bản.

## Tiểu sử
Chào đời ở Ohio, McDougal được bổ nhiệm làm chuẩn úy vào ngày 1 tháng 4 năm 1828. Trong ba thập kỷ tiếp theo, ông lần lượt công tác tại Địa Trung Hải, Tây Ấn và Hạm đội Nội địa cũng như trên Ngũ Đại Hồ ở Michigan. Khi phục vụ trên tàu USS Mississippi từ năm 1846 đến năm 1848, trong Chiến tranh Mỹ–Mexico, McDougal từng tham gia Chiến dịch Hạm đội Mosquito và đợt phong tỏa cùng vây hãm Veracruz của Đề đốc Matthew C. Perry. Về sau ông nắm quyền chỉ huy tàu tàu chiến nhỏ ba cột buồm USS Warren từ năm 1854 đến năm 1856, tàu kéo hơi nước USS John Hancock năm 1856, và tàu chiến nhẹ gắn chân vịt USS Wyoming từ năm 1861 đến năm 1864 hoạt động trên vùng biển Thái Bình Dương bảo vệ các tàu buôn Mỹ khỏi cướp biển và hải quân Liên minh miền Nam. Wyoming lần đầu tiên tuần tra ngoài khơi vùng Hạ California, sau đó đi về phía nam tuần tiễu trong vùng biển Nam Mỹ, trước khi hướng đến Viễn Đông.
Do một vụ pháo kích trước đó nhằm vào tàu buôn hơi nước Pembroke của Mỹ, Wyoming tức tốc dong buồm tiến vào eo biển Shimonoseki, và vào ngày 16 tháng 7 năm 1863 đã giao tranh với các khẩu đội pháo bờ biển và ba tàu chiến chạy bằng hơi nước dưới quyền thống lĩnh của Mōri Takachika, Phiên chủ Chōshū. Suốt một giờ hành động chớp nhoáng, McDougal đã đánh chìm hai con tàu và làm hư hại nặng một chiếc khác, rồi sau còn cho bắn nát các khẩu pháo bờ biển của đối phương.
Sau một thời gian truy lùng những nhóm quân quấy nhiễu của Liên minh miền Nam ở những nơi khác tại Viễn Đông, Tư lệnh Hạm đội McDougal đành phải đưa Wyoming đến Xưởng đóng tàu Hải quân Philadelphia tiến hành duy tu bảo dưỡng vào năm 1864; kịp lúc hoàn thành chuyến hải hành vòng quanh địa cầu. Mặc dù cần tu sửa lại nhiều chi tiết trên tàu, McDougall và Wyoming vẫn nhận được lệnh quay trở lại biển để tìm kiếm tàu CSS Florida trước khi buộc phải quay trở lại để sửa chữa toàn bộ con tàu. Ngày 23 tháng 12 năm 1869, McDougal đảm nhận quyền Tư lệnh Hạm đội Hạm đội Nam Thái Bình Dương.
Tư lệnh Hạm đội McDougal được thăng cấp Hạm trưởng, trong danh sách đề bạt vào ngày 2 tháng 3 năm 1864. Hải quân đưa tên ông vào danh sách nghỉ hưu ngày 27 tháng 9 năm 1871, và được đề cử làm Đề đốc vào ngày 24 tháng 8 năm 1873. Ông mất tại San Francisco, California, và được chôn cất tại Nghĩa trang Mountain View, Oakland, California.

## Vinh danh
Hải quân Mỹ đã đặt tên cho hai con tàu chiến mới là USS McDougal nhằm vinh danh ông.